# Cheng-ša
Cheng-ša (横沙岛, šanghajsky Waan So Tau) je nízko položený aluviální ostrov v ústí řeky Jang-c'-ťiang ve východní Číně. Spolu s ostrovy Čchung-ming a Čchang-sing tvoří městský obvod Čchung-ming, nejsevernější oblast provinčního města Šanghaj. V roce 2008 zde žilo 33 400 obyvatel.

## Jmého
Cheng je vodorovný tah ⟨一⟩ směrem doprava, který se používá při psaní čínských znaků a má podobnou podobu jako pomlčka. Dříve se také používal samostatně ve významu „vodorovný“. Název byl ostrovu přiřazen kvůli tomu, jak dříve stál napříč ústím řeky Jang-c'-ťiang. Časem však získal kulatý nebo spíše srdcovitý tvar a posunul se do jedné linie s ostrovem Čchang-sing.

## Historie
Ostrov Cheng-ša se poprvé vynořil z řeky Jang-c'-ťiang v roce 1858 a začal být rekultivován pro zemědělské účely v roce 1886 nebo také 1890. Obec Cheng-ša byla založena v roce 1909. V období od svého vzniku do roku 1958 se ostrov postupně rozšiřoval směrem na severozápad a zároveň ustupoval na jihovýchod. Tyto činnosti dohromady způsobily, že se ostrov „přestěhoval“ asi o 5,25 km směrem k ostrovu Čchang-sing. Za dob Čínské republiky se na ostrově provozoval aktivní obchod s obilím prostřednictvím džunek.
Cheng-ša byla původně součástí městského obvodu Čch-uanša, který se později spojil s Pchutungem. V roce 1958 byl ostrov zařazen pod městský obvod Paošan, protože jeho trajekty jezdily z přístavu Wusong v ústí řeky Chuang-pchu. Putování ostrova bylo ukončeno vybudováním vlnolamu a stabilizací břehů kolem ostrova. V následujícím roce ostrov zaznamenal velký příliv obyvatelstva, včetně lodních lidí, kteří byli zorganizováni do rybářských brigád. Během hnutí „Dolů na venkov“ se mnoho vyslaných mladých lidí ze Šanghaje nedostalo právě dále než na ostrov Cheng-ša, kde pomáhali při rekultivaci, obraně města a propagandistických akcích.
Cheng-ša byl v říjnu 1992 Pekingem zařazen mezi první soubor národních turistických středisek (t 國家級旅遊度假村, s 国家级旅游度假村, p guójiā jí lǚyóu dùjià cūn). Původní plány počítaly s výstavbou kasina, které však nakonec vystavěno nebylo. V březnu 2002 šanghajská městská vláda schválila plány na rozvoj ostrovu Cheng-ša jako mezinárodního konferenčního centra a lesoparku, který by měl pokrývat stromy nejméně 70 % plochy ostrova. V roce 2005 byl přesunut z jurisdikce obvodu Pchao-šan do městského obvodu Čchung-ming.

## Geografie
Cheng-ša se nachází v korytě řeky Jang-c'-ťiang, která protéká jižně od Čchung-mingu a severně od obvodů Paošan a Pchutung bezprostředně před jejím vtokem do Východočínského moře. Cheng-ša je nejjihovýchodnějším ze tří ostrovů obvodu Čchungming, který je od Čchang-singu na západě oddělen průlivem Cheng-ša Siao-kang.
Cheng-ša je poměrně kulatý ostrov, jeho výška od severu k jihu je asi 10 km a šířka od východu k západu asi 8 km, neustále se rozšiřuje, v roce 2010 měl rozlohu asi 56 km² a průměrnou výšku 2,87 m.

### Melioracepůdy
V Hengši probíhají významné meliorační práce. Na jihovýchodě byly vybudovány hráze, které během doby trvání projektu odvodnily a zaplnily přibližně 100 km².

## Ekonomika
Sady na ostrově Cheng-ša jsou centrem produkce citrusových plodů v Šanghaji. K dalším plodinám, které se zde pěstují, patří rýže, bavlna a řepka. Na ostrově se provozuje sladkovodní i mořský rybolov, hlavně lov dvou druhů sardelí.Na ostrově se rozvíjí ekoturistika a luxusní letoviska, včetně mezinárodního konferenčního centra, společenství luxusních vil a jachetních klubů.
Na ostrově se nachází jeden z komerčních šanghajských hřbitovů a kanál Cheng-ša Siao-kang se využívá k pohřbívání do moře a rozptylu popela.

## Infrastruktura
Na rozdíl od Čchung-mingu a Čchang-singu je Cheng-ša spojena se zbytkem Šanghaje pouze trajektovou dopravou. Plánuje se výstavba malého letiště.

## Popkultura
Ostrov Cheng-ša je jedním z hlavních dějišť videohry Deus Ex: Human Revolution z roku 2011, v níž je zobrazena jako velká metropolitní oblast.